# Wongan Hills
Wongan Hills è una città situata nella regione di Wheatbelt, in Australia Occidentale; essa si trova 180 chilometri a nord-est di Perth ed è la sede della Contea di Wongan-Ballidu. Al censimento del 2006 contava 745 abitanti.